# Láser azul

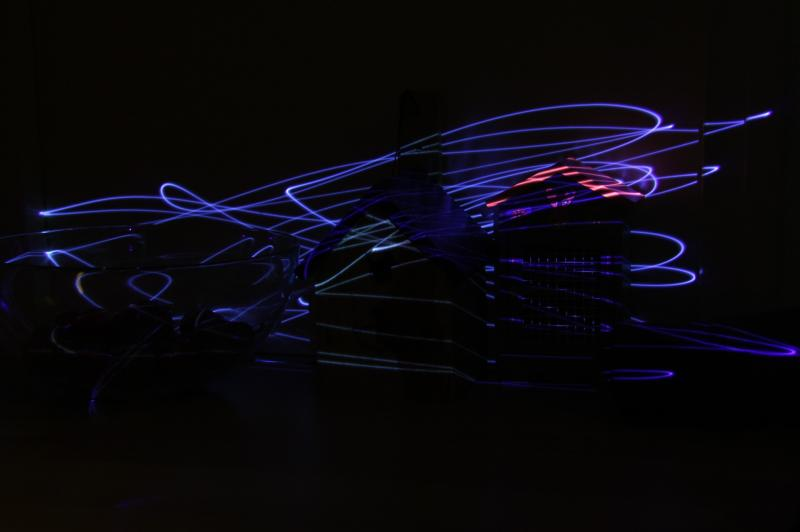
Trayectorias de un láser violeta de 20 mW 405 nm producen fluorescencia clara en algunos objetos.

Un láser azul es un láser que emite radiación electromagnética con una longitud de onda entre 360 y 480 nanómetros (nm), la cual el ojo del ser humano percibe como azul o violeta.
Los haces azules son producidos por láseres de gas de helio-cadmio de 441.6 nm, y láseres de iones de argón de 458 a 488 nm. Los láseres diodo con haces azules por lo general se basan en nitruro de galio (GaN; color violeta) o nitruro de galio-indio (a menudo de un verdadero color azul, pero que también puede producir otros colores). Los láseres azul y violeta también pueden ser fabricados utilizando duplicación de frecuencia de longitudes de onda láser infrarrojas emitidas por láseres de diodos o láseres de estado sólido estimulados por diodos.
Los láseres a base de diodos que emiten luz de 445 nm han alcanzado popularidad como láseres portátiles. Los láseres que emiten longitudes de onda de menos de 445 nm se perciben de color violeta (aunque a veces se los denomine láseres azules). Algunos de los láseres azules más comunes comercialmente son láseres de diodos utilizados por dispositivos tipo Blu-ray que emiten luz "violeta" de 405 nm, la cual es una longitud de onda lo suficientemente corta como para producir fluorescencia en algunos elementos químicos, en forma similar a la fluorescencia que produce la radiación ultravioleta ("efecto luz negra"). La luz con longitud de onda menor que 400 nm es clasificada como ultravioleta.
Los dispositivos que utilizan luz láser azul son utilizados en diversas áreas que van desde almacenamiento de alta densidad de información mediante optoelectrónica a usos en la medicina.

## Historia

### Láseres a base de semiconductores

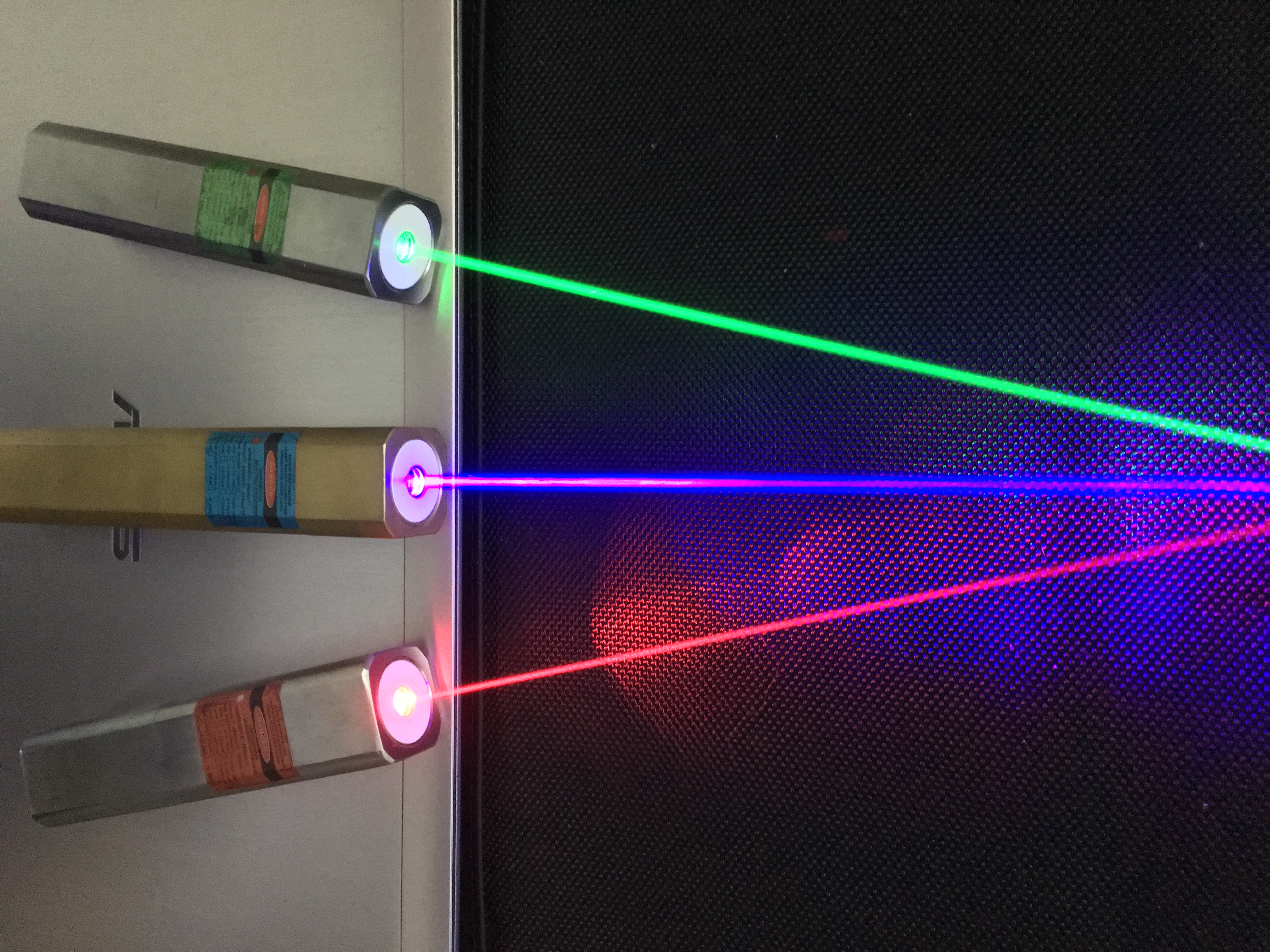
Láser azul de 445nm - 450nm (centro).

Los láseres rojos se pueden fabricar sobre semiconductores de arseniuro de galio (GaAs), sobre los que se depositan una docena de capas de átomos para conformar la porción del láser que genera luz a partir de los pozos cuánticos. Utilizando métodos similares a los que se usan para el silicio, es posible fabricar un substrato libre de los defectos denominados dislocaciones, y ordenar los átomos de forma tal que las distancias entre los que hacen tierra y los que conforman los pozos cuánticos sea la misma.
Sin embargo, el mejor material semiconductor para los láseres azules son los cristales de nitruro de galio (GaN), los cuales son más difíciles de fabricar, siendo necesario utilizar presiones y temperaturas muy elevadas, similares a las que se utilizan para producir diamantes sintéticos, además de gas nitrógeno a alta presión. Las dificultades técnicas parecían imposibles de resolver, por lo cual los investigadores desde la década de 1960 han intentado depositar GaN sobre una base de zafiro el cual es un material fácilmente conseguible. Sin embargo una falta de alineamiento entre las estructuras del zafiro y el nitruro de galio hace que se produzcan una cantidad elevada de defectos.
En 1992 el inventor japonés Shuji Nakamura inventó el primer LED azul eficiente, y cuatro años después el primer láser azul. Nakamura utilizó el material depositado sobre un substrato de zafiro, aunque la cantidad de defectos remanentes era aun muy elevada (106–1010/cm²) dificultando en gran medida la construcción de un láser de alta potencia.
A comienzos de la década de 1990 el Instituto de Física de Altas Presiones de la Academia Polaca de Ciencias en Varsovia (Polonia), bajo el liderazgo del Dr. Sylwester Porowski desarrolló la tecnología para fabricar cristales de nitruro de galio con una elevada calidad estructural y menos de 100 defectos por centímetro cuadrado — por lo menos 10,000 veces mejor que el mejor cristal fabricado sobre zafiro.
En 1999, Nakamura probó cristales polacos, y pudo fabricar láseres con el doble de potencia y una duración 10 veces mayor — 3,000 horas a una potencia de 30 mW.
Un desarrollo adicional de la tecnología permitió la producción en masa del dispositivo. En la actualidad, los láseres azules utilizan una superficie de zafiro recubierta de una capa de nitruro de galio (esta tecnología es la que utiliza la empresa japonesa Nichia, la cual posee un acuerdo con Sony), y láseres azules a base de semiconductores que utilizan una superficie monocristal de nitruro de galio (compañía polaca TopGaN).
Tras 10 años, los fabricantes japoneses consiguieron producir un láser azul de 60 mW de potencia, lo que permitió utilizarlo para leer con velocidad un gran flujo de datos del Blu-ray, BD-R, y BD-RE. Si bien la tecnología polaca es más económica que la japonesa su porción del mercado es menor. Existe otra empresa polaca de alta tecnología que fabrica cristales de nitruro de galio – Ammono, pero esta empresa no produce láseres azules.
Por su trabajo, Nakamura fue distinguido en el 2006 con el Millennium Technology Prize, y en el 2014 se le otorgó el Premio Nobel de Física.
Hasta fines de la década de 1990, cuando se desarrollaron los láseres azules de semiconductores, los láseres azules eran láseres de gas, instrumentos voluminosos y costosos que operaban a base de inversión de población en mezclas de gases raros y requerían de corrientes elevadas y un importante sistema de remoción de calor.
Gracias al desarrollo realizado por numerosos grupos, incluidos especialmente, el grupo del profesor Isamu Akasaki, Shuji Nakamura en la Nichia Corporation y Sony Corporation en Anan (Tokushima-ken, Japón) varios inventos posibilitaron el desarrollo de láseres semiconductores azul y violeta comercialmente viables. La capa activa de los dispositivos Nichia era formada mediante pozos cuánticos de InGaN o puntos cuánticos formados de manera espontánea mediante autoensamblaje. El nuevo invento permitió el desarrollo de láseres azules pequeños, convenientes y a bajo precio, violeta y ultravioleta (UV), que no estaban disponibles con anterioridad, y fue el disparador del desarrollo de usos tales como los sistemas de almacenamiento de datos de alta densidad HD DVD y discos Blu-ray. Las longitudes de onda menores permitieron que el láser pudiera ser utilizado para leer discos conteniendo mucha más información.
Isamu Akasaki, Hiroshi Amano y Shuji Nakamura ganaron en el 2014 el Premio Nobel de Física "por inventar diodos de emisión de luz azul eficientes que han permitido disponer de fuentes de luz brillantes y que ahorran energía".

### Láseres de estado sólido estimulados por diodos
Los punteros láser azul, que salieron al mercado en el 2006, tenían la misma constitución básica que los láseres verdes DPSS. La mayoría emite luz de 473 nm, la cual se produce duplicando la frecuencia de radiación láser de 946 nm proveniente de un cristal de Nd:YAG o Nd:YVO4 estimulado por diodos. Los cristales dopados con Neodimio por lo general producen una longitud de onda principal de 1064 nm, pero si se los provee de las superficies reflectantes adecuadas se los puede hacer funcionar a longitudes de onda distintas de las longitudes de onda principales del Neodimio, tal como la transición de 946 nm que se utiliza en las aplicaciones del láser azul. Para potencias elevadas se utilizan cristales de BBO como duplicadores de frecuencia; mientras que para potencias bajas se utiliza KTP. Las potencias de salida conseguibles alcanzan los 5000 mW. La eficiencia de conversión para producir radiación láser de 473 nm es ineficiente y los mejores laboratorios apenas logran eficiencias de 10-15% en la conversión de radiación láser de 946 nm a radiación láser de 473 nm. En aplicaciones prácticas, la eficiencia es aun menor. A causa de esta baja eficiencia de conversión, el uso de un diodo IR de 1000 mW IR a lo sumo produce 150 mW de luz azul visible.
Los láseres azules se fabrican directamente con semiconductores de InGaN, los cuales producen luz azul sin necesidad de duplicar la frecuencia. En la actualidad en el mercado se encuentran disponibles láseres diodos azules de 445 nm a 465 nm. Los dispositivos proveen luz significativamente más brillante que los diodos láser de 405 nm, dado que la longitud de onda mayor es muy próxima al punto de máxima sensibilidad del ojo humano. Los dispositivos comerciales tales como los proyectores láser han permitido reducir los precios de este tipo de diodos.

## Usos
Áreas en las cuales se utiliza el láser azul:
- Reproductores Blu-ray de alta definición
- Proyectores DLP y 3LCD
- Telecomunicaciones
- Tecnología de la información
- Monitoreo ambiental
- Equipos electrónicos
- Diagnóstico médico
- Proyectores portátiles y pantallas portátiles
- Dispositivos de levitación magnética